# Road Trips Volume 1 Number 3
Road Trips Volume 1 Number 3 je koncertní album skupiny Grateful Dead. Jedná se o třetí část série Road Trips. Album vyšlo 9. června 2008. Nahrávky pocházejí z 31. července 1971 (New Haven, Connecticut), 4. srpna 1971 (San Pedro, Kalifornie), 6. srpna 1971 (Hollywood, Los Angeles, Kalifornie) a 23. srpna 1971 (Chicago, Illinois)

## Seznam skladeb
| Disk 1 | Disk 1                          | Disk 1                                                 | Disk 1 |
| Pořadí | Název                           | Autor                                                  | Délka  |
| ------ | ------------------------------- | ------------------------------------------------------ | ------ |
| 1.     | Big Railroad Blues              | Lewis                                                  | 4:46   |
| 2.     | Hard to Handle                  | Redding, Bell, Jones                                   | 7:54   |
| 3.     | Me and Bobby McGee              | Kristofferson, Foster                                  | 6:22   |
| 4.     | Dark Star                       | Garcia, Hart, Kreutzmann, Lesh, McKernan, Weir, Hunter | 22:48  |
| 5.     | Bird Song                       | Garcia, Hunter                                         | 7:59   |
| 6.     | Not Fade Away                   | Holly, Petty                                           | 4:44   |
| 7.     | Goin' Down the Road Feeling Bad | trad., arr. by Grateful Dead                           | 9:24   |
| 8.     | Not Fade Away                   | Holly, Petty                                           | 3:13   |
| 9.     | Uncle John's Band               | Garia, Hunter                                          | 6:39   |
| 10.    | Johnny B. Goode                 | Berry                                                  | 3:52   |

| Disk 2         | Disk 2                | Disk 2                       | Disk 2 |
| Pořadí         | Název                 | Autor                        | Délka  |
| -------------- | --------------------- | ---------------------------- | ------ |
| 1.             | China Cat Sunflower   | Garcia, Hunter               | 5:09   |
| 2.             | I Know You Rider      | trad., arr. by Grateful Dead | 6:02   |
| 3.             | Truckin'              | Garcia, Lesh, Weir, Hunter   | 8:51   |
| 4.             | Sugaree               | Garcia, Hunter               | 7:11   |
| 5.             | Cryptical Envelopment | Garcia                       | 2:02   |
| 6.             | Drums                 | Kreutzmann                   | 4:26   |
| 7.             | The Other One         | Weir, Kreutzmann             | 13:00  |
| 8.             | Me and My Uncle       | Phillips                     | 3:04   |
| 9.             | The Other One         | Weir, Kreutzmann             | 7:32   |
| 10.            | Cryptical Envelopment | Garcia                       | 5:14   |
| 11.            | Wharf Rat             | Garcia, Hunter               | 8:53   |
| 12.            | Sugar Magnolia        | Weir, Hunter                 | 5:46   |
| Celková délka: | Celková délka:        | Celková délka:               | 154:52 |

| Bonusový disk  | Bonusový disk                   | Bonusový disk             | Bonusový disk |
| Pořadí         | Název                           | Autor                     | Délka         |
| -------------- | ------------------------------- | ------------------------- | ------------- |
| 1.             | Bertha                          | Garcia, Hunter            | 7:04          |
| 2.             | Mr. Charlie                     | McKernan, Hunter          | 3:57          |
| 3.             | Cumberland Blues                | Garcia, Lesh, Hunter      | 5:50          |
| 4.             | Brokedown Palace                | Garcia, Hunter            | 5:39          |
| 5.             | Hard to Handle                  | Redding, Bell, Jones      | 8:20          |
| 6.             | Sing Me Back Home               | Haggard                   | 9:33          |
| 7.             | Big Boss Man                    | L. Dixon, Smith           | 6:26          |
| 8.             | Not Fade Away                   | Holly, Petty              | 5:37          |
| 9.             | Goin' Down the Road Feeling Bad | trad., arr. Grateful Dead | 8:39          |
| 10.            | Turn On Your Lovelight          | Scott, Malone             | 14:35         |
| Celková délka: | Celková délka:                  | Celková délka:            | 75:40         |

## Sestava
- Jerry Garcia – sólová kytara, zpěv
- Bob Weir – rytmická kytara, zpěv
- Phil Lesh – basová kytara, zpěv
- Ron „Pigpen“ McKernan – Hammondovy varhany, perkuse, zpěv
- Bill Kreutzmann – bicí